# Paradelphomyia (Oxyrhiza) brevifurca
Paradelphomyia (Oxyrhiza) brevifurca is een tweevleugelige uit de familie steltmuggen (Limoniidae). De soort komt voor in het Palearctisch gebied.